# 滇藏悬钩子
滇藏悬钩子（学名：Rubus hypopitys）是蔷薇科悬钩子属的植物，为中国的特有植物。分布在中国大陆的西藏、云南等地，生长于海拔2,700米至3,000米的地区，见于山坡松林、生山麓地段或灌丛下，目前尚未由人工引种栽培。

## 异名
- Rubus hypopitys Focke var. hanmiensis Yu et Lu